# Ethniki Odos 7
Die Ethniki Odos 7 (griechisch Εθνική Οδός 7 ‚Nationalstraße 7‘) ist eine Straßenverbindung in Griechenland.

## Verlauf
Die Straße beginnt im Norden im Zentrum von Korinth (Κόρινθος) nahe der Straße Ethniki Odos 8, führt nach Südwesten, die Autobahn Aftokinitodromos 7 (A 7) zweimal kreuzend, nach Solomos und von dort nach Süden durch Chiliomodi und nach Westen abbiegend über Agios Vasilios wieder in die Nähe der A 7. Sie wendet sich wieder nach Süden und erreicht Fichti, wo die Ethniki Odos 68 zur Ruinenstätte Mykene nach Osten abzweigt. Die Fortsetzung führt durch Koutzopodi nach Argos (Άργος). Hier zweigt die Ethniki Odos 70 nach Nafplio ab. Die EO 7 setzt sich nach Süden zum Argolischen Golf fort und verlässt diesen zunächst nach Westsüdwesten und windungsreich weiter nach Westen und schließlich wieder nach Südwesten, bis sie in westlicher Richtung über Agiorgitika und Steno die Anschlussstelle 9 der A 7 und kurz darauf die Stadt Tripoli (Τρίπολη) erreicht, in der die Straßen Ethniki Odos 39 und Ethniki Odos 74 abzweigen. Die EO 7 verlässt die Stadt nach Südwesten weitgehend parallel zur A 7 und führt über Kato Asea und weiter nach Westen nach Megalopoli (Μεγαλόπολη), wo die Ethniki Odos 76 gekreuzt wird. Die EO 7 führt wieder zur A 7 und folgt dieser bis zur Anschlussstelle 15 Paradisia, von der sie sich zunächst nach Süden und weiter nach Südwesten fortsetzt. Östlich von Filia kreuzt sie die Autobahn wieder und erreicht die hier als Autobahnzubringer ausgebaute Ethniki Odos 9a, die nach Westen zur Küste an die Straße Ethniki Odos 9 in Kalo Nero nördlich von Kyparissia führt. Die Fortsetzung der Straße führt wieder parallel zur A 7 über Agios Floros, Ariochori, Aithea und Thouria sowie den Abzweig des Ethniki Odos 82 nach dem auch als Navarino bekannten Pylos nach Kalamata (Καλαμάτα), wo sie endet.